# Tomteby (naturreservat)
Tomteby är ett naturreservat i Borgholms kommun i Kalmar län.
Området är naturskyddat sedan 2006 och är 147 hektar stort. Reservatet består av blandädellövskog, tallskog, björkskog, fuktängar och rikkärr. 